# Георги Бранев
Георги Неделчев Бранев е български сценарист и режисьор.

## Биография
Роден е в град София на 16 октомври 1935 г. Завършва през 1958 г. журналистика в Софийския университет. В периода 1964-1966 г. специализира кинодраматургия във ВГИК. Георги Бранев има брат Веселин, който също е сценарист и режисьор на филми.

## Филмография
Като режисьор
- Записки по българските въстания (1976)

Като сценарист
- Увидет Париж и умерет (1992)
- Апостолите (1976)
- Записки по българските въстания (1976)
- Морето (1967)